# بيلي نيل (لاعب كرة قدم بريطاني)
بيلي نيل (بالإنجليزية: Billy Neale)‏ (20 مايو 1933 في المملكة المتحدة - 2001 في المملكة المتحدة) هو لاعب كرة قدم بريطاني في مركز نصف الجناح. لعب مع نادي سندرلاند ونادي  شيلدز الشمالية ‏ ودارلينجتون إف سى.